# Apamea migrata
Apamea migrata är en fjärilsart som beskrevs av Smith 1903. Apamea migrata ingår i släktet Apamea och familjen nattflyn. Inga underarter finns listade i Catalogue of Life.